# La Popolarissima
La Popolarissima è una corsa in linea di ciclismo su strada che si disputa in provincia di Treviso nel mese di marzo. Organizzata dall'U.C. Trevigiani, dal 2017 è inserita nel calendario UCI Europe Tour come gara di classe 1.2.

## Storia
È una delle più antiche corse su strada: la prima edizione si svolse nel 1919 e fu vinta dal bellunese Antonio Dalle Fusine. Organizzata inizialmente su due edizioni all'anno, una in primavera e una in autunno, dal 1923 si svolge regolarmente in marzo con cadenza annuale. Inserita per anni prima nel calendario dilettantistico della Federazione Ciclistica Italiana (gara di classe 1.12 UCI), nel 2017 è diventata gara internazionale, venendo inserita nel calendario UCI Europe Tour come gara di classe 1.2, quindi aperta per la prima volta anche ai professionisti.
Nell'albo d'oro si trovano tanti dilettanti diventati poi velocisti in squadre professionistiche: Giovanni Pinarello, Vendramino Bariviera, Marino Basso, Silvio Martinello, Fabio Baldato, Nicola Minali, Angelo Furlan, Francesco Chicchi, Jacopo Guarnieri e Elia Viviani.

## Albo d'oro
Aggiornato all'edizione 2025.
| Anno     | Vincitore                             | Secondo                               | Terzo                                 |
| -------- | ------------------------------------- | ------------------------------------- | ------------------------------------- |
| 1919 (1) | Antonio Dalle Fusine                  |                                       |                                       |
| 1919 (2) | Giovanni Cimetta                      |                                       |                                       |
| 1920 (1) | Annibale Biasato                      |                                       |                                       |
| 1920 (2) | Attilio Longhetto                     |                                       |                                       |
| 1921 (1) | Adriano Zanaga                        |                                       |                                       |
| 1921 (2) | Angelo Testa                          |                                       |                                       |
| 1922 (1) | Gaetano Morbioli                      |                                       |                                       |
| 1922 (2) | Valentino Faccin                      |                                       |                                       |
| 1923     | Livio Cattel                          |                                       |                                       |
| 1924     | Sante Camporese                       |                                       |                                       |
| 1925     | Augusto Dal Cin                       |                                       |                                       |
| 1926     | Mario Lusiani                         |                                       |                                       |
| 1927     | Aldo Canazza                          |                                       |                                       |
| 1928     | Pietro Torres                         |                                       |                                       |
| 1929     | Aimone Altissimo                      |                                       |                                       |
| 1930     | Aimone Altissimo                      |                                       |                                       |
| 1931     | Umberto Censi                         |                                       |                                       |
| 1932     | Gino Zanardo                          |                                       |                                       |
| 1933     | Giovanni Roman                        |                                       |                                       |
| 1934     | Fausto Marion                         |                                       |                                       |
| 1935     | Ottavio Gabrielli                     |                                       |                                       |
| 1936     | Ottavio Gabrielli                     |                                       |                                       |
| 1937     | Giovanni Zandona                      |                                       |                                       |
| 1938     | Giovanni Brotto                       |                                       |                                       |
| 1939     | Giovanni Brotto                       |                                       |                                       |
| 1940     | Oreste Sperandio                      |                                       |                                       |
| 1941     | Silvio Furlan                         |                                       |                                       |
| 1942     | Giovanni Pinarello                    |                                       |                                       |
| 1943     | Giovanni Bonso                        |                                       |                                       |
| 1944     | Non disputata                         | Non disputata                         | Non disputata                         |
| 1945     | Annibale Brasola                      |                                       |                                       |
| 1946     | Annibale Brasola                      |                                       |                                       |
| 1947     | Domenico De Zan                       |                                       |                                       |
| 1948     | Rinaldo Beschi                        |                                       |                                       |
| 1949     | Gino Galeazzi                         |                                       |                                       |
| 1950     | Alberto Gardo                         |                                       |                                       |
| 1951     | Lino Florean                          |                                       |                                       |
| 1952     | Lino Rossato                          |                                       |                                       |
| 1953     | Antonio Uliana                        |                                       |                                       |
| 1954     | Tenaro Codato                         |                                       |                                       |
| 1955     | Giuseppe Vanzella                     |                                       |                                       |
| 1956     | Non disputata                         | Non disputata                         | Non disputata                         |
| 1957     | Pietro Zoppas                         |                                       |                                       |
| 1958     | Dino Liviero                          |                                       |                                       |
| 1959     | Giovanni Tessarolo                    |                                       |                                       |
| 1960     | Mino Bariviera                        |                                       |                                       |
| 1961     | Rino Rossetto                         |                                       |                                       |
| 1962     | Enzo Pretolani                        |                                       |                                       |
| 1963     | Edoardo Gregori                       |                                       |                                       |
| 1964     | Luigino Friso                         |                                       |                                       |
| 1965     | Mario da Dalt                         |                                       |                                       |
| 1966     | Marino Basso                          |                                       |                                       |
| 1967     | Gianpietro Talpo                      |                                       |                                       |
| 1968     | Pietro Poloni                         |                                       |                                       |
| 1969     | Nereo Bazzan                          |                                       |                                       |
| 1970     | Nereo Bazzan                          |                                       |                                       |
| 1971     | Luigi Mazzucco                        |                                       |                                       |
| 1972     | Gianni Sartori                        |                                       |                                       |
| 1973     | Antonio Dal Bo                        |                                       |                                       |
| 1974     | Pietro Poloni                         |                                       |                                       |
| 1975     | Luciano Guidolin                      |                                       |                                       |
| 1976     | Aldo Borgato                          |                                       |                                       |
| 1977     | Adriano Brunello                      |                                       |                                       |
| 1978     | Pierangelo Bincoletto                 |                                       |                                       |
| 1979     | Giovanni Biason                       |                                       |                                       |
| 1980     | Graziano Poli                         |                                       |                                       |
| 1981     | Franco Simionati                      |                                       |                                       |
| 1982     | Giancarlo Bada                        |                                       |                                       |
| 1983     | Silvio Martinello                     |                                       |                                       |
| 1984     | Fabio Parise                          |                                       |                                       |
| 1985     | Federico Ghiotto                      |                                       |                                       |
| 1986     | Ivan Parolin                          |                                       |                                       |
| 1987     | Giovanni Strazzer                     |                                       |                                       |
| 1988     | Fabio Baldato                         |                                       |                                       |
| 1989     | Orlando Sartori                       |                                       |                                       |
| 1990     | Stefano Checchin                      |                                       |                                       |
| 1991     | Desiderio Voltarel                    |                                       |                                       |
| 1992     | Nicola Minali                         |                                       |                                       |
| 1993     | Paolo Voltolini                       |                                       |                                       |
| 1994     | Filippo Meloni                        |                                       |                                       |
| 1995     | Franco Maragno                        |                                       |                                       |
| 1996     | Gabriele Balducci                     |                                       |                                       |
| 1997     | Luca Cei                              |                                       |                                       |
| 1998     | Miguel Ángel Meza                     |                                       |                                       |
| 1999     | Michele Sartor                        |                                       |                                       |
| 2000     | Angelo Furlan                         |                                       |                                       |
| 2001     | Ruslan Pidgornyy                      |                                       |                                       |
| 2002     | Francesco Chicchi                     |                                       |                                       |
| 2003     | Murilo Fischer                        |                                       |                                       |
| 2004     | Gianluca Geremia                      |                                       |                                       |
| 2005     | Luca D'Osvaldi                        | Davide Beccaro                        | Drasutis Stundzia                     |
| 2006     | Roberto Ferrari                       | Oscar Gatto                           | Andrea Grendene                       |
| 2007     | Mauro Abel Richeze                    | Andrea Pinos                          | Jacopo Guarnieri                      |
| 2008     | Jacopo Guarnieri                      | Andrea Piechele                       | Sacha Modolo                          |
| 2009     | Elia Viviani                          | Andrea Menapace                       | Davide Cimolai                        |
| 2010     | Elia Viviani                          | Giacomo Nizzolo                       | Davide Gomirato                       |
| 2011     | Sjarhej Papok                         | Oleksandr Polivoda                    | Andrea Fedi                           |
| 2012     | Marco Benfatto                        | Alberto Cecchin                       | Davide Gomirato                       |
| 2013     | Nicola Ruffoni                        | Federico Zurlo                        | Stefano Perego                        |
| 2014     | Nicolas Marini                        | Liam Bertazzo                         | Mattia De Mori                        |
| 2015     | Rino Gasparrini                       | Marco Maronese                        | Xhuliano Kamberaj                     |
| 2016     | Riccardo Minali                       | Rino Gasparrini                       | Matteo Malucelli                      |
| 2017     | Filippo Calderaro                     | Damiano Cima                          | Leonardo Bonifazio                    |
| 2018     | Giovanni Lonardi                      | Filippo Fortin                        | Nicolas Dalla Valle                   |
| 2019     | Nicola Venchiarutti                   | Cristian Rocchetta                    | Samuele Zambelli                      |
| 2020     | annullata per la Pandemia di COVID-19 | annullata per la Pandemia di COVID-19 | annullata per la Pandemia di COVID-19 |
| 2021     | annullata per la Pandemia di COVID-19 | annullata per la Pandemia di COVID-19 | annullata per la Pandemia di COVID-19 |
| 2022     | Nicolas David Gomez                   | Francesco Della Lunga                 | Matteo Baseggio                       |
| 2023     | Davide Persico                        | Francesco Della Lunga                 | Giosuè Epis                           |
| 2024     | Daniel Skerl                          | Simone Buda                           | Carlos Alfonso Garcia                 |
| 2025     | Ivan Smirnov                          | Matteo Baseggio                       | Lev Gonov                             |